# Los españoles pintados por sí mismos
Los españoles pintados por sí mismos es una recopilación de tipos o estampas costumbristas del siglo xix español, escritas por los principales autores románticos de su época, publicado en Madrid por el librero y editor Ignacio Boix en dos entregas, en 1843 y 1844, y reimpreso en un solo volumen en 1851 dentro de la Biblioteca Ilustrada de Gaspar y Roig.
Obra coral distribuida en 98 artículos y una breve introducción, reunió las firmas de periodistas, escritores-autores, ensayistas, críticos e intelectuales entre los que estaban Bretón de los Herreros, Ferrer del Río, Pedro de Madrazo, Navarro Villoslada, Fermín Caballero, Salas y Quiroga o el duque de Rivas, además de reconocidos seudónimos como el "Curioso parlante", "El Solitario" o "Abenámar" (como artífice de la revista homónima). Observa Llorens Castillo que «con Los españoles pintados por sí mismos culmina el género costumbrista. Lo más que puede decirse es que la creciente difusión del artículo de costumbres a lo largo del período romántico se hace más visible en su variedad al presentarse ahora en forma de libro colectivo; pero sin que este cambio signifique culminación o superación de su calidad literaria. Si comparamos la mayoría de estos cuadros con los que trazaron Estébanez, Mesonero y no digamos Larra, bien puede verse que son inferiores.»

## Libro ilustrado
Los Españoles Pintados por Sí Mismos fue ilustrado con una colección de xilografías, técnica que evolucionaría en España con los grabadores del periodo romántico, una por cada artículo, firmadas por Francisco Lameyer, Calixto Ortega, con la colaboración del pintor Leonardo Alenza. A medio camino entre el estudio etnográfico (reflejando los modos de vestir de la época) y la caricatura, algunos dibujos sugieren la influencia de Los caprichos de Goya.

## Tipos representativos

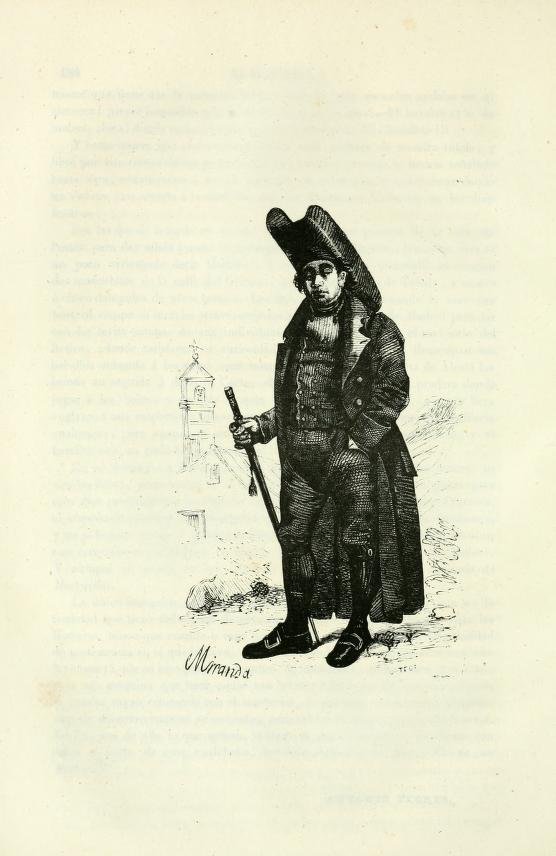
El clérigo de misa y olla, en la edición de 1843, dibujado por Fernando Miranda y grabado por Ortega.

En su mayoría retratos de personajes madrileños, también se incluyen una colección de arquetipos sevillanos, y un puñado de artículos generales sobre escritores, literatos y otros especímenes del mundo literario. Aunque menos numerosos que los masculinos, destacan los tipos dedicados a la mujer.
Entre los personajes más citados o curiosos pueden mencionarse El hortera (obra de Antonio Flores); El Cesante; El Ama de Llaves (por Hartzenbusch); El seise de la Catedral de Sevilla (por Juan José Bueno); o los retratos de oficios que Bretón de los Herreros dedicó a La Castañera o La Lavandera.

## Modelos y secuelas
Partiendo del precedente creado por Les français peint par eux-mêmes (Los franceses pintados por sí mismos), aparecido entre 1840-1842, la publicación de Los españoles pintados por sí mismos produjo a raíz de su éxito comercial secuelas como El álbum del bello sexo o las mujeres pintadas por sí mismas (1843), del que solo aparecieron dos entregas, una de ellas compuesta por Gertrudis Gómez de Avellaneda y otra por Antonio Flores; Los cubanos pintados por sí mismos (1852), Los mexicanos pintados por sí mismos (1854), Los valencianos pintados por sí mismos (1859), Las españolas pintadas por los españoles (1871-1872), en que colaboraron Ramón de Campoamor y Benito Pérez Galdós, Las mujeres españolas, portuguesas y americanas, en tres tomos (1872, 1873, 1876), y otros ejemplos similares. Las últimas creaciones de este género dignas de mención fueron Los españoles de ogaño (1872), con una nueva colección de tipos madrileños, y El álbum de Galicia. Tipos, costumbres y leyendas (1897).